# Tigridia pavonia
Tigridia pavonia is een plant uit de lissenfamilie die voorkomt in Midden-Amerika en Zuid-Amerika.
Het is een populaire sierplant.  De bloemen van de plant openen in de ochtend en sluiten wanneer het begint te schemeren. Elke dag kunnen nieuwe bloemen openen. De planten worden gekweekt met zaden na de allereerste bloeiperiode.

## Uiterlijk
De plant heeft brede bladeren van een gevouwen structuur variërend van 4 tot 5 centimeter lang en van 1 tot 2,5 centimeter breed. De stengel kan 35 tot 60 centimeter lang worden. De plant heeft grote bloemen die ongeveer 10 tot 15 centimeter breed zijn en bestaan uit drie bloembladeren en een holle kern. Er zijn verschillende kleurvarianten.

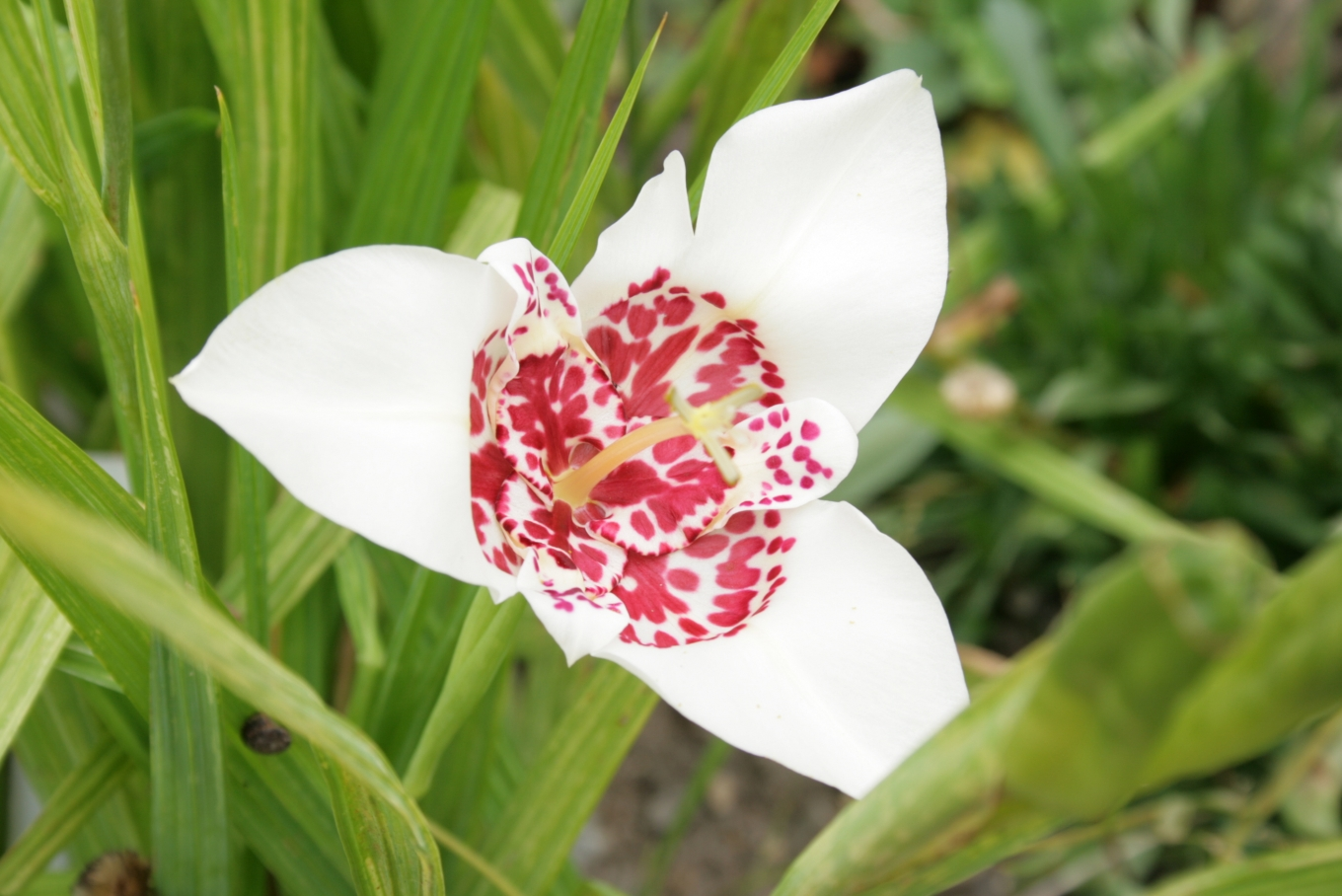
Witte variant